# Maniola anommata
Maniola anommata är en fjärilsart som beskrevs av Ruggero Verity 1904. Maniola anommata ingår i släktet Maniola och familjen praktfjärilar. Inga underarter finns listade i Catalogue of Life.